# 大阪府第14区
大阪府第14区（おおさかふだい14く）は、日本の衆議院議員総選挙における選挙区。1994年（平成6年）の公職選挙法改正で設置。

## 区域
1994年（平成6年）公職選挙法改正以降の区域は以下のとおりである。
- 八尾市
- 柏原市
- 羽曳野市
- 藤井寺市

## 歴史
中選挙区制度時代は13・15区とともに4区に属していた。2003年から17年まで、谷畑孝と長尾敬の「タカシ戦争」が両者所属政党を変えながら続いていた。
小選挙区制度初の選挙となった1996年の第41回衆議院議員総選挙では、以前は日本社会党に所属していた元参議院議員の谷畑孝が、かつて秘書を務めた上田卓三の地盤でもある当選挙区から自由民主党の公認を得て立候補した。一方、民社党出身で民主改革連合代表も務めた同じ参議院議員（当時滋賀県選挙区）の中村鋭一も新進党の公認を得て鞍替え立候補し、元参議院議員同士が争う選挙となった。結果は、中村が小選挙区、谷畑が重複立候補していた比例近畿ブロックでそれぞれ当選している。
2000年の第42回衆議院議員総選挙では、中村が保守党公認で比例近畿ブロックの単独候補（結果は落選）となり、前回新進党から比例近畿ブロックで当選し今回は民主党の公認を得た山本孝史らを谷畑が破り、小選挙区で初めて当選した。この選挙以降、谷畑は強固な地盤もあり安定した戦いを続けてきた。
2009年の第45回衆議院議員総選挙では、全国的な民主党への追い風を受け、当時党公認を得ていた長尾敬が谷畑を破り、3度目の挑戦にして議席を獲得した。一方、谷畑は本来、比例近畿ブロックで次々々点であったが、過剰得票による候補者不足から民主党の当選枠が自民党に回り、復活当選をはたしている。
2012年の第46回衆議院議員総選挙では、谷畑が日本維新の会へ鞍替え（自民党は除名）し、一方、長尾も民主党を除籍され、自民党支援の無所属として立候補した。長尾は選挙運動中に自民党の追加公認を受けた。民主党は長尾の除籍を受けて医師の鳥居豊橘を新たに公認候補として擁立。谷畑、長尾らの戦いに割って入る構図となったが、結果は谷畑が小選挙区での議席を奪還。長尾は次点であったが追加公認であったため、比例近畿ブロックに重複立候補しておらず落選。また、鳥居は日本共産党候補の票をも下回り、供託金没収点以下の惨敗となった。
2014年の第47回衆議院議員総選挙では、維新の党公認となった谷畑が長尾を1,778票の僅差で破り、小選挙区で当選。長尾も前回と異なり比例近畿ブロックに重複立候補しており、小選挙区落選者の惜敗率トップ（97.7%）で復活当選した。一方、日本維新の会の分党に伴い次世代の党に移った三宅博が党公認で当選挙区に立候補した（前回は比例単独候補）が、供託物没収点以下の惨敗で議席を失った。
2017年の第48回衆議院議員総選挙では、長尾が谷畑を1,656票の僅差で破り、8年ぶり2回目の小選挙区当選を果たした。自民党が議席を獲得したのは第44回衆議院議員総選挙（2005年）の谷畑以来12年ぶり4回目である。谷畑は復活当選したが、その後体調不良を理由に2020年4月2日付けで辞職し、引退した。
2021年の第49回衆議院議員総選挙では、日本維新の会が谷畑の後継として前回埼玉4区で立候補した青柳仁士を擁立。青柳は落下傘候補であったが、大阪府議会議員時代から八尾市に地盤を持つ松井一郎代表の後援会などが全面支援し、長尾に5万票以上の大差をつけて完勝。長尾は比例近畿ブロックでも届かず議席を失った。
2024年の第50回衆議院議員総選挙では、自民党は塩川正十郎の孫で元府議の塩川憲史を擁立したが、維新の青柳が塩川ら3人相手に完勝で再選した。

## 小選挙区選出議員
| 選挙名                 | 年     | 当選者   | 党派         |
| ---------------------- | ------ | -------- | ------------ |
| 第41回衆議院議員総選挙 | 1996年 | 中村鋭一 | 新進党       |
| 第42回衆議院議員総選挙 | 2000年 | 谷畑孝   | 自由民主党   |
| 第43回衆議院議員総選挙 | 2003年 | 谷畑孝   | 自由民主党   |
| 第44回衆議院議員総選挙 | 2005年 | 谷畑孝   | 自由民主党   |
| 第45回衆議院議員総選挙 | 2009年 | 長尾敬   | 民主党       |
| 第46回衆議院議員総選挙 | 2012年 | 谷畑孝   | 日本維新の会 |
| 第47回衆議院議員総選挙 | 2014年 | 谷畑孝   | 維新の党     |
| 第48回衆議院議員総選挙 | 2017年 | 長尾敬   | 自由民主党   |
| 第49回衆議院議員総選挙 | 2021年 | 青柳仁士 | 日本維新の会 |
| 第50回衆議院議員総選挙 | 2024年 | 青柳仁士 | 日本維新の会 |

## 選挙結果
時の内閣：第1次石破内閣 解散日：2024年10月9日 公示日：2024年10月15日
当日有権者数：41万3837人 最終投票率：52.38%（前回比：2.9%） （全国投票率：53.85%（2.08%））
| 当落 | 候補者名 | 年齢 | 所属党派     | 新旧 | 得票数   | 得票率 | 惜敗率 | 推薦・支持 | 重複 |
| ---- | -------- | ---- | ------------ | ---- | -------- | ------ | ------ | ---------- | ---- |
| 当   | 青柳仁士 | 45   | 日本維新の会 | 前   | 95,362票 | 45.16% | ――     |            |      |
|      | 塩川憲史 | 35   | 自由民主党   | 新   | 71,539票 | 33.88% | 75.02% | 公明党推薦 | ○    |
|      | 内藤耕一 | 50   | 日本共産党   | 新   | 26,534票 | 12.57% | 27.82% |            |      |
|      | 榮井蘭菜 | 30   | 参政党       | 新   | 17,708票 | 8.39%  | 18.57% |            |      |

時の内閣：第1次岸田内閣 解散日：2021年10月14日 公示日：2021年10月19日
当日有権者数：42万1826人 最終投票率：55.28%（前回比：8.43%） （全国投票率：55.93%（2.25%））
| 当落 | 候補者名 | 年齢 | 所属党派     | 新旧 | 得票数    | 得票率 | 惜敗率 | 推薦・支持 | 重複 |
| ---- | -------- | ---- | ------------ | ---- | --------- | ------ | ------ | ---------- | ---- |
| 当   | 青柳仁士 | 42   | 日本維新の会 | 新   | 126,307票 | 55.67% | ――     |            | ○    |
|      | 長尾敬   | 58   | 自由民主党   | 前   | 70,029票  | 30.87% | 55.44% |            | ○    |
|      | 小松久   | 64   | 日本共産党   | 新   | 30,547票  | 13.46% | 24.18% |            |      |

時の内閣：第3次安倍第3次改造内閣 解散日：2017年9月28日 公示日：2017年10月10日
当日有権者数：42万7974人 最終投票率：46.85%（前回比：3.60%） （全国投票率：53.68%（1.02%））
| 当落 | 候補者名 | 年齢 | 所属党派     | 新旧 | 得票数   | 得票率 | 惜敗率 | 推薦・支持 | 重複 |
| ---- | -------- | ---- | ------------ | ---- | -------- | ------ | ------ | ---------- | ---- |
| 当   | 長尾敬   | 54   | 自由民主党   | 前   | 79,352票 | 41.08% | ――     |            | ○    |
| 比当 | 谷畑孝   | 70   | 日本維新の会 | 前   | 77,696票 | 40.23% | 97.91% |            | ○    |
|      | 小松久   | 60   | 日本共産党   | 新   | 36,102票 | 18.69% | 45.50% |            |      |

- 谷畑は体調不良を理由に2020年4月2日に議員辞職。

時の内閣：第2次安倍改造内閣 解散日：2014年11月21日 公示日：2014年12月2日
当日有権者数：41万9584人 最終投票率：50.45% （全国投票率：52.66%（6.66%））
| 当落 | 候補者名 | 年齢 | 所属党派   | 新旧 | 得票数   | 得票率 | 惜敗率 | 推薦・支持 | 重複 |
| ---- | -------- | ---- | ---------- | ---- | -------- | ------ | ------ | ---------- | ---- |
| 当   | 谷畑孝   | 67   | 維新の党   | 前   | 78,332票 | 38.76% | ――     |            | ○    |
| 比当 | 長尾敬   | 52   | 自由民主党 | 元   | 76,555票 | 37.88% | 97.73% |            | ○    |
|      | 野沢倫昭 | 66   | 日本共産党 | 新   | 35,194票 | 17.41% | 44.93% |            |      |
|      | 三宅博   | 64   | 次世代の党 | 前   | 12,030票 | 5.95%  | 15.36% |            | ○    |

時の内閣：野田第3次改造内閣 解散日：2012年11月16日 公示日：2012年12月4日 （全国投票率：59.32%（9.96%））
| 当落 | 候補者名 | 年齢 | 所属党派     | 新旧 | 得票数    | 得票率 | 惜敗率 | 推薦・支持 | 重複 |
| ---- | -------- | ---- | ------------ | ---- | --------- | ------ | ------ | ---------- | ---- |
| 当   | 谷畑孝   | 65   | 日本維新の会 | 前   | 108,989票 | 48.58% | ――     | みんなの党 | ○    |
|      | 長尾敬   | 50   | 自由民主党   | 前   | 61,503票  | 27.41% | 56.43% |            |      |
|      | 野沢倫昭 | 64   | 日本共産党   | 新   | 32,290票  | 14.39% | 29.63% |            |      |
|      | 鳥居豊橘 | 48   | 民主党       | 新   | 21,584票  | 9.62%  | 19.80% | 国民新党   | ○    |

- 三宅は公示直前に日本維新の会へ合流、党の候補者調整により比例近畿ブロック単独候補に回り、当選。
- 長尾は自由民主党推薦の無所属候補だったが選挙期間中に追加公認を受けた（そのため小選挙区単独立候補だった[5]）。

時の内閣：麻生内閣 解散日：2009年7月21日 公示日：2009年8月18日 （全国投票率：69.28%（1.77%））
| 当落 | 候補者名 | 年齢 | 所属党派   | 新旧 | 得票数    | 得票率 | 惜敗率 | 推薦・支持 | 重複 |
| ---- | -------- | ---- | ---------- | ---- | --------- | ------ | ------ | ---------- | ---- |
| 当   | 長尾敬   | 46   | 民主党     | 新   | 136,798票 | 48.37% | ――     |            | ○    |
| 比当 | 谷畑孝   | 62   | 自由民主党 | 前   | 104,859票 | 37.08% | 76.65% |            | ○    |
|      | 野沢倫昭 | 61   | 日本共産党 | 新   | 27,855票  | 9.85%  | 20.36% |            |      |
|      | 三宅博   | 59   | 無所属     | 新   | 10,167票  | 3.59%  | 7.43%  |            | ×    |
|      | 北口義明 | 59   | 幸福実現党 | 新   | 3,143票   | 1.11%  | 2.30%  |            |      |

- 三宅は当時、平沼グループ所属。
- 谷畑は本来、比例近畿ブロックで次々点であったが、過剰得票による候補者不足から民主党およびみんなの党の当選枠が自民党に回り、復活当選を果たしている。

時の内閣：第2次小泉改造内閣 解散日：2005年8月8日 公示日：2005年8月30日 （全国投票率：67.51%（7.65%））
| 当落 | 候補者名 | 年齢 | 所属党派   | 新旧 | 得票数    | 得票率 | 惜敗率 | 推薦・支持 | 重複 |
| ---- | -------- | ---- | ---------- | ---- | --------- | ------ | ------ | ---------- | ---- |
| 当   | 谷畑孝   | 58   | 自由民主党 | 前   | 151,852票 | 54.91% | ――     |            | ○    |
|      | 長尾敬   | 42   | 民主党     | 新   | 89,142票  | 32.23% | 58.70% |            | ○    |
|      | 野沢倫昭 | 57   | 日本共産党 | 新   | 35,560票  | 12.86% | 23.42% |            |      |

時の内閣：第1次小泉第2次改造内閣 解散日：2003年10月10日 公示日：2003年10月28日 （全国投票率：59.86%（2.63%））
| 当落 | 候補者名 | 年齢 | 所属党派   | 新旧 | 得票数    | 得票率 | 惜敗率 | 推薦・支持 | 重複 |
| ---- | -------- | ---- | ---------- | ---- | --------- | ------ | ------ | ---------- | ---- |
| 当   | 谷畑孝   | 56   | 自由民主党 | 前   | 111,543票 | 50.37% | ――     |            | ○    |
|      | 長尾敬   | 40   | 民主党     | 新   | 78,654票  | 35.52% | 70.51% |            | ○    |
|      | 野沢倫昭 | 55   | 日本共産党 | 新   | 31,256票  | 14.11% | 28.02% |            |      |

時の内閣：第1次森内閣 解散日：2000年6月2日 公示日：2000年6月13日 （全国投票率：62.49%（2.84%））
| 当落 | 候補者名 | 年齢 | 所属党派   | 新旧 | 得票数    | 得票率 | 惜敗率 | 推薦・支持 | 重複 |
| ---- | -------- | ---- | ---------- | ---- | --------- | ------ | ------ | ---------- | ---- |
| 当   | 谷畑孝   | 53   | 自由民主党 | 前   | 105,624票 | 46.67% | ――     |            | ○    |
|      | 山本孝史 | 50   | 民主党     | 前   | 67,598票  | 29.87% | 64.00% |            | ○    |
|      | 野沢倫昭 | 52   | 日本共産党 | 新   | 45,471票  | 20.09% | 43.05% |            |      |
|      | 小鶴有生 | 51   | 自由連合   | 新   | 7,606票   | 3.36%  | 7.20%  |            |      |

- 山本は第41回は新進党の比例近畿ブロック単独候補として当選。落選後、第19回参議院議員通常選挙に立候補し、当選。

時の内閣：第1次橋本内閣 解散日：1996年9月27日 公示日：1996年10月8日 （全国投票率：59.65%（8.11%））
| 当落 | 候補者名 | 年齢 | 所属党派   | 新旧 | 得票数   | 得票率 | 惜敗率 | 推薦・支持 | 重複 |
| ---- | -------- | ---- | ---------- | ---- | -------- | ------ | ------ | ---------- | ---- |
| 当   | 中村鋭一 | 66   | 新進党     | 新   | 85,033票 | 38.09% | ――     |            |      |
| 比当 | 谷畑孝   | 49   | 自由民主党 | 新   | 79,347票 | 35.54% | 93.31% |            | ○    |
|      | 佐藤啓二 | 44   | 日本共産党 | 新   | 46,410票 | 20.79% | 54.58% |            |      |
|      | 小室樹   | 52   | 自由連合   | 新   | 12,459票 | 5.58%  | 14.65% |            | ○    |